# Sam Waterston
Samuel Atkinson-Waterston (Cambridge, 15 novembre 1940) è un attore statunitense.

## Biografia

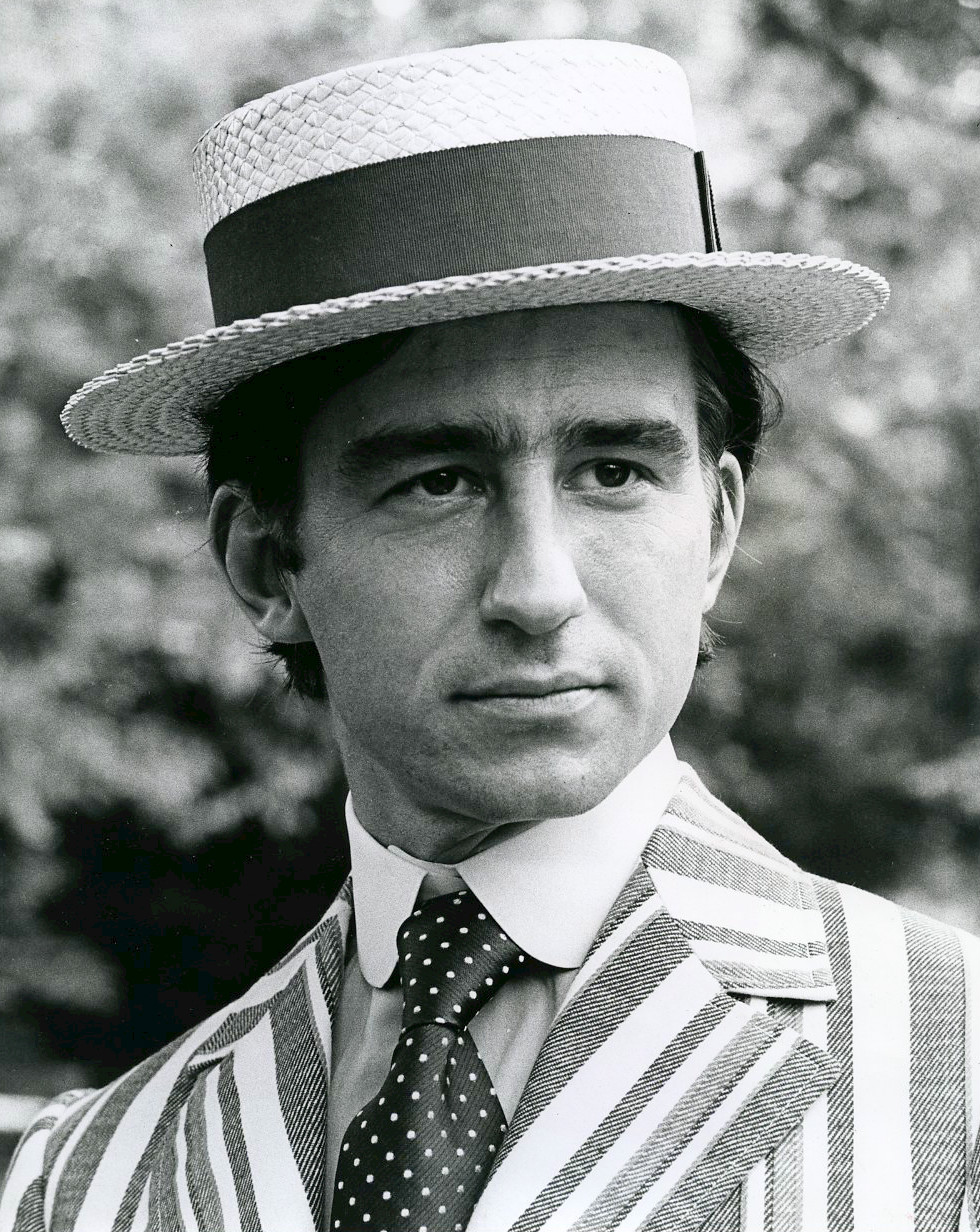
Sam Waterston nel 1972

Suo padre, George Chychele Waterston, era un semanticista scozzese originario di Leith, un borgo a nord di Edimburgo; mentre sua madre, Alice Tucker Atkinson, era una pittrice statunitense specializzata nel ritrarre paesaggi. Dopo aver frequentato le scuole superiori nel Massachusetts, si iscrive all'Università di Yale, dove consegue il titolo di Bachelor of Arts nel 1962. Dopo aver frequentato la Clinton Playhouse, Waterston si reca a Parigi per un corso alla Sorbona. Tornato in patria, ottiene alcune parti in lavori teatrali e televisivi. Tra questi ultimi una riduzione per il piccolo schermo di Zoo di vetro (1973), dall'omonimo dramma di Tennessee Williams, accanto a Katharine Hepburn e un film britannico tratto da Molto rumore per nulla di Shakespeare.

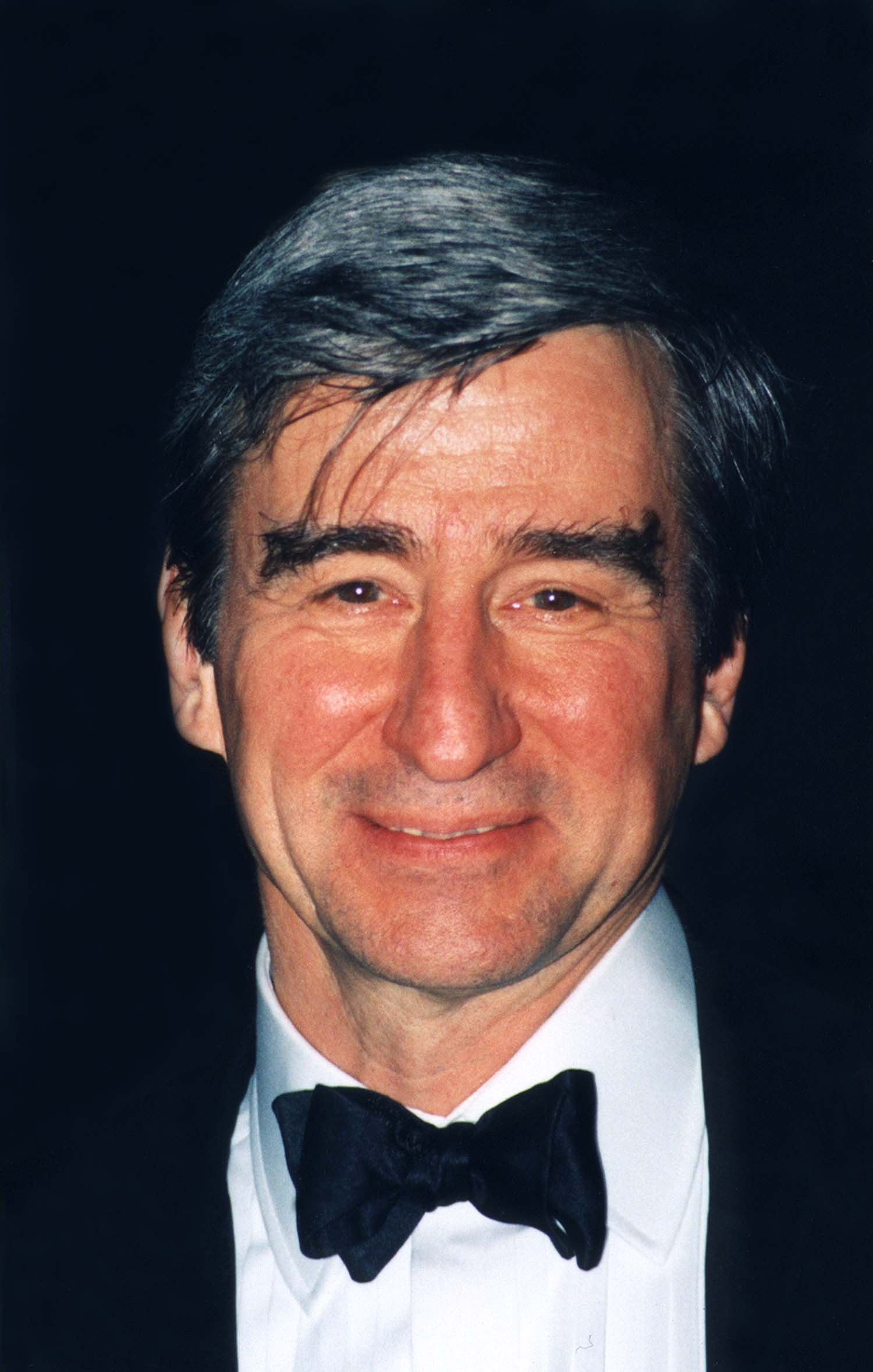
Sam Waterston nel 1998

Il suo esordio cinematografico risale al 1965 con The Plastic Dome of Norma Jean, film inedito in Italia. Nel 1967 interpreta un piccolo ruolo in Ladri sprint. Qualche anno più tardi arrivano i ruoli da comprimario in film di successo quali Il grande Gatsby (1974), Capricorn One (1978) e il discusso I cancelli del cielo (1980), e un ruolo da protagonista in La rotta del terrore (1975). Nel 1980 è protagonista di un'intensa interpretazione dello scienziato Oppenheimer nell'omonima miniserie BBC, che vince il British Academy Television Award per la miglior serie drammatica. Nel 1985 viene candidato all'Oscar al miglior attore per Urla del silenzio. Per il suo ruolo in questo film ottiene anche la candidatura al Golden Globe e allo Screen Actors Guild Award. Waterston compare in diverse pellicole dirette da Woody Allen quali Interiors (1978), Hannah e le sue sorelle (1986), Settembre (1987) e Crimini e misfatti (1989).
Waterston ha più volte impersonato, sia sullo schermo sia in palcoscenico, il ruolo di Abraham Lincoln (ad esempio nel documentario The Civil War, in Gore Vidal's Lincoln, a Broadway nel lavoro teatrale Abe Lincoln in Illinois). È stato inoltre membro della commissione per le celebrazioni del 200º anniversario della nascita dello statista statunitense.
In televisione, dal 1994 al 2024 è stato uno dei protagonisti della serie Law & Order - I due volti della giustizia interpretando il ruolo del vice procuratore, e in seguito procuratore distrettuale di Manhattan, Jack McCoy e, come tale, è stato più volte candidato all'Emmy Award. Ha ripreso il ruolo anche nel film televisivo Omicidio a Manhattan e negli spin-off Law & Order - Unità vittime speciali, Law & Order - Il verdetto, oltre che nel crossover con la serie televisiva Homicide: Life on the Street.

## Vita privata
Si è sposato due volte: prima con la fotografa Barbara Rutledge-Johns dal 1964 al 1975, da cui ha avuto un figlio, James (1969, attore), mentre dal 1976 è sposato con la modella Lynn Louisa Woodruff, da cui ha avuto tre figli, Elisabeth (1977, attrice); Katherine (1980, attrice) e Graham (1982, regista).
Attivo nelle iniziative umanitarie, è politicamente indipendente e nelle presidenziali USA del 2008 ha sostenuto il movimento Unity08, che cercava di portare alla presidenza un candidato bipartisan.

## Filmografia

### Attore

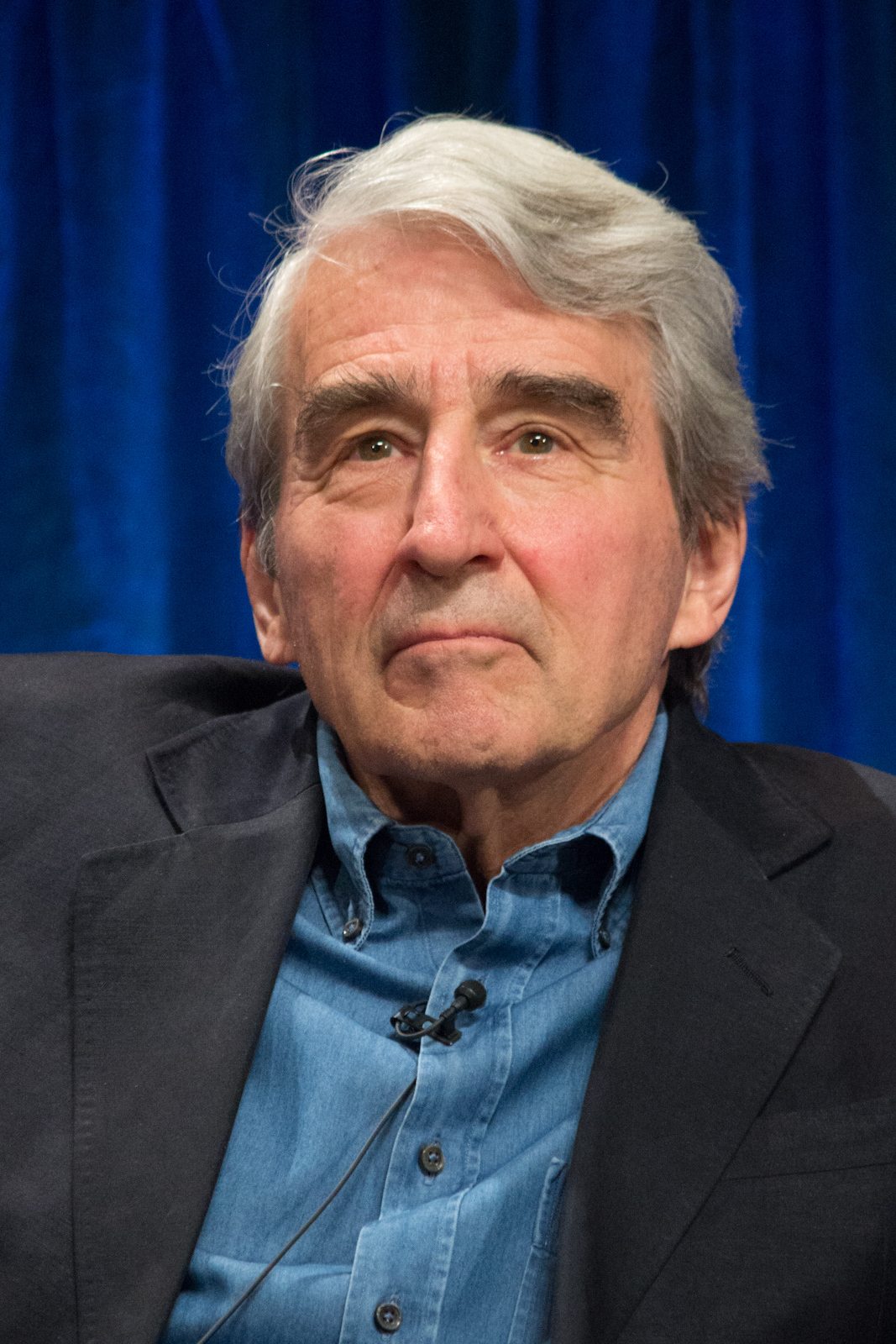
Sam Waterston nel 2013

#### Cinema
- The Plastic Dome of Norma Jean, regia di Juleen Compton (1965)
- Ladri sprint (Fitzwilly), regia di Delbert Mann (1967)
- Noi due a Manhattan (Generation), regia di George Schaefer (1969)
- Noi tre soltanto (Three), regia di James Salter (1969)
- Cover Me Babe, regia di Noel Black (1970)
- Who Killed Mary Whats'ername?, regia di Ernest Pintoff (1971)
- Selvaggi (Savages), regia di James Ivory (1972)
- Mahoney's Estate, regia di Harvey Hart, Alexis Kanner (1972)
- Il grande Gatsby (The Great Gatsby), regia di Jack Clayton (1974)
- Rancho Deluxe, regia di Frank Perry (1975)
- La rotta del terrore (Journey Into Fear), regia di Daniel Mann (1975)
- Sweet Revenge, regia di Jerry Schatzberg (1976)
- Capricorn One, regia di Peter Hyams (1977)
- Interiors, regia di Woody Allen (1978)
- Io, grande cacciatore (Eagle's Wing), regia di Anthony Harvey (1979)
- Un adorabile canaglia (Sweet William), regia di Claude Whatham (1980)
- 2 sotto il divano (Hopscotch), regia di Ronald Neame (1980)
- I cancelli del cielo (Heaven's Gate), regia di Michael Cimino (1980)
- Urla del silenzio (The Killing Fields), regia di Roland Joffé (1984)
- Allarme rosso (Warning Sign), regia di Hal Barwood (1985)
- Hannah e le sue sorelle (Hannah and Her Sisters), regia di Woody Allen (1986)
- Soltanto tra amici (Just Between Friends), regia di Allan Burns (1986)
- Flagrant désir, regia di Claude Faraldo (1986)
- Des Teufels Paradies, regia di Vadim Glowna (1987)
- Settembre (September), regia di Woody Allen (1987)
- Swimming to Cambodia, regia di Jonathan Demme (1987)
- Ritorno dalla morte (Welcome Home), regia di Franklin Schaffner (1989)
- Crimini e misfatti (Crimes and Misdemeanors), regia di Woody Allen (1989)
- A Captive in the Land, regia di John Berry (1990)
- Mindwalk, regia di Bernt Amadeus Capra (1990)
- L'uomo della luna (The Man in the Moon), regia di Robert Mulligan (1991)
- A Dog Race in Alaska, regia di Bart Freundlich - cortometraggio (1993)
- La signora ammazzatutti (Serial Mom), regia di John Waters (1994)
- Il viaggio di August (The Journey of August King), regia di John Duigan (1995)
- Ritratto nella memoria (The Proprietor), regia di Ismail Merchant (1996)
- Shadow Program - Programma segreto (Shadow Conspiracy), regia di George Pan Cosmatos (1997)
- Le Divorce - Americane a Parigi (Le divorce), regia di James Ivory (2003)
- The Commission, regia di Mark Sobel (2003)
- Anesthesia, regia di Tim Blake Nelson (2015)
- Miss Sloane - Giochi di potere (Miss Sloane), regia di John Madden (2016)
- Una giusta causa (On the Basis of Sex), regia di Mimi Leder (2018)

#### Televisione
- Il dottor Kildare (Dr. Kildare) - serie TV, 2 episodi (1965)
- Camera Three - serie TV, 1 episodio (1966)
- N.Y.P.D. - serie TV, 1 episodio (1967)
- Much Ado About Nothing, regia di Nick Havinga - film TV (1973)
- Zoo di vetro (The Glass Menagerie), regia di Anthony Harvey - film TV (1973)
- Riflessi di un assassinio (Reflections of Murder), regia di John Badham - film TV (1974)
- Friendly Fire, regia di David Greene - film TV (1979)
- Oppenheimer - serie TV, 7 episodi (1980)
- Q.E.D. - serie TV, 6 episodi (1982)
- Games Mother Never Taught You, regia di Lee Philips - film TV (1982)
- Freedom to Speak - miniserie TV (1982)
- In Defense of Kids, regia di Gene Reynolds - film TV (1983)
- Dempsey, regia di Gus Trikonis - film TV (1983)
- The Boy Who Loved Trolls, regia di Harvey S. Laidman - film TV (1984)
- Finnegan Begin Again, regia di Joan Micklin Silver - film TV (1985)
- Love Lives On, regia di Larry Peerce - film TV (1985)
- The Fifth Missile, regia di Larry Peerce - film TV (1986)
- Storie incredibili (Amazing Stories) - serie TV, episodio 1x19 (1986)
- La pensione (The Room Upstairs), regia di Stuart Margolin - film TV (1987)
- A Walk in the Woods, regia di Kirk Browning - film TV (1988)
- Terrorist on Trial: The United States vs. Salim Ajami, regia di Jeff Bleckner - film TV (1988)
- Lincoln - miniserie TV (1988)
- Lantern Hill, regia di Kevin Sullivan - film TV (1989)
- The Nightmare Years - miniserie TV (1989)
- Warburg: A Man of Influence - miniserie TV (1992)
- Io volerò via (I'll Fly Away) - serie TV, 38 episodi (1991-1993)
- I racconti della cripta (Tales from the Crypt) - serie TV, 1 episodio (1993)
- I'll Fly Away: Then and Now, regia di Ian Sander - film TV (1993)
- Assault at West Point: The Court-Martial of Johnson Whittaker, regia di Harry Moses - film TV (1994)
- David's Mother, regia di Robert Allan Ackerman - film TV (1994)
- Nemico all'interno (The Enemy Within), regia di Jonathan Darby - film TV (1994)
- The Visionaries - documentario (1994)
- HBO First Look - serie TV, 1 episodio (1994)
- Law & Order - I due volti della giustizia (Law & Order) - serie TV, 405 episodi (1994-2024)
- Homicide (Homicide: Life on the Street) - serie TV, 2 episodi (1997-1999)
- Miracolo a mezzanotte (Miracle at Midnight), regia di Ken Cameron - film TV (1998)
- Omicidio a Manhattan (Exiled: A Law & Order Movie), regia di Jean de Segonzac - film TV (1998)
- The Directors - serie TV, 1 episodio (1999)
- A House Divided, regia di John Kent Harrison - film TV (2000)
- Law & Order - Unità vittime speciali (Law & Order: Special Victims Unit) - serie TV, 4 episodi (2000-2018)
- Echoes from the White House, regia di Philip Kunhardt III, Philip Kunhardt Jr. e Peter W. Kunhardt - film TV (2001)
- La storia di Matthew Shepard (The Matthew Shepard Story), regia di Roger Spottiswoode - film TV (2002)
- Restore America Honors, regia di Rick Venable - film TV (2003)
- Law & Order - Il verdetto (Law & Order: Trial by Jury) - serie TV, 2 episodi (2005)
- Character Studies - serie TV, 1 episodio (2005)
- Masters of Science Fiction - serie TV, 1 episodio (2007)
- Infanity - serie TV, 1 episodio (2009)
- The Rally to Restore Sanity and/or Fear, regia di Chuck O'Neil - film TV (2010)
- The Newsroom - serie TV, 25 episodi (2012-2014)
- Jo - serie TV, episodio 1x06 (2013)
- Grace and Frankie - serie TV, 94 episodi (2015-2022)
- Godless - miniserie TV, 3 episodi (2017)
- The Dropout - serie TV (2022)

### Documentari
- Memory & Imagination: New Pathways to the Library of Congress, regia di Julian Krainin e Michael R. Lawrence - documentario (1990)
- The Visionaries - documentario (1994)
- Lost Civilizations, regia di Jenny Barraclough (1995)
- Liv Ullmann scener fra et liv, regia di Edvard Hambro (1997)
- Lewis & Clark: The Journey of the Corps of Discovery, regia di Ken Burns (1997) - voce narrante
- Moment of Impact: Stories of the Pulitzer Prize Photographs, regia di Cyma Rubin  (1999)
- In Bad Taste, regia di Steve Yeager (2000)
- The Last Boat Out, regia di Laura Seltzer (2010)
- Cooper and Hemingway: The True Gen, regia di John Mulholland (2013)

### Doppiatore
- The American Experience - serie TV, episodio 1x13 (1988)
- The Civil War - serie TV, 9 episodi (1990)
- Earth and the American Dream, regia di Bill Couturié (1992)
- Thomas Jefferson - miniserie TV (1997)
- The Unfinished Journey, regia di Steven Spielberg - cortometraggio (1999)
- I Griffin (Family Guy) - serie TV, episodi 2x04-2x13 (2000)
- Hammer and Cycle, regia di James Cocks - cortometraggio (2004)
- The National Parks: America's Best Idea, serie TV, episodi 1x03-1x04 (2009)
- Prohibition - miniserie TV, episodi 1x01-1x02-1x03 (2011)
- Rain Falls from Earth: Surviving Cambodia's Darkest Hour, regia di Steve McClure (2011)
- Jewish Soldiers in Blue & Gray, regia di Jonathan Gruber (2011)

### Produttore
- Il viaggio Di August (The Journey of August King), regia di John Duigan (1995)
- A House Divided - film TV (2000)

### Regista
- Io volerò via (I'll Fly Away) - serie TV, episodio 2x09 (1992)

## Doppiatori italiani
Nelle versioni in italiano delle opere in cui ha recitato, Sam Waterston è stato doppiato da:
- Saverio Moriones in Law & Order - I due volti della giustizia (st. 5-20), Homicide, Life on the Street, Law & Order - Il verdetto, Masters of Science Fiction, Law & Order - Unità vittime speciali (ep. 11x21, 19x13), Criminal Minds, The Newsroom, Grace and Frankie (st. 1-2; 4-6), Godless
- Sergio Di Giulio in Crimini e misfatti, La storia di Matthew Shepard, Le divorce - Americane a Parigi
- Gino La Monica in Urla del silenzio, Una giusta causa
- Oreste Rizzini ne L'uomo della luna, La signora ammazzatutti
- Dario Penne in 2 sotto il divano, Miss Sloane - Giochi di potere
- Franco Zucca in Nemico all'interno, Miracolo a mezzanotte
- Antonio Sanna in Storie incredibili, Law & Order - I due volti della giustizia (ep. 23x01-5)
- Cesare Barbetti in Capricorn One
- Pierangelo Civera ne I cancelli del cielo
- Renato Cortesi in Interiors
- Mario Cordova in Hannah e le sue sorelle
- Romano Malaspina in Shadow Program - Programma segreto
- Giorgio Locuratolo ne La rotta del terrore
- Massimo Turci ne Il grande Gatsby
- Oliviero Dinelli in Io volerò via
- Ugo Maria Morosi in Law & Order - Unità vittime speciali (ep. 1x15)
- Dario De Grassi in Law & Order - Unità vittime speciali (ep. 9x07)
- Orlando Mezzabotta ne La pensione
- Luca Biagini in Settembre
- Eugenio Marinelli in Ritratto nella memoria
- Pietro Biondi in Jo
- Mario Brusa in Anesthesia
- Enzo Avolio in Grace and Frankie (st. 3)
- Gianni Giuliano in Grace & Frankie (st. 7)
- Luciano De Ambrosis in The Dropout
- Toni Garrani in Law & Order - I due volti della giustizia (st. 21-22)

Da doppiatore è stato sostituito da:
- Michele Kalamera ne I Griffin

## Riconoscimenti
- Premio Oscar
  - 1985 – Candidatura per il miglior attore protagonista per Urla del silenzio

- Golden Globe
  - 1975 – Candidatura per il miglior attore non protagonista per Il grande Gatsby
  - 1975 – Candidatura per il miglior attore debuttante per Il grande Gatsby
  - 1983 – Candidatura per il miglior attore in una mini-serie o film per la televisione per Oppenheimer
  - 1985 – Candidatura per il miglior attore in un film drammatico per Urla del silenzio
  - 1992 – Candidatura per il miglior attore in una serie drammatica per Io volerò via
  - 1993 – Miglior attore in una serie drammatica per Io volerò via
  - 1995 – Candidatura per il miglior attore in una serie drammatica per Law & Order – I due volti della giustizia

- British Academy Film Awards
  - 1985 – Candidatura per il miglior attore non protagonista per Il grande Gatsby

- British Academy Television Awards
  - 1981 – Candidatura per il miglior attore protagonista per Urla del silenzio

- Primetime Emmy Awards
  - 1974 – Candidatura per il miglior attore non protagonista in una serie drammatica per Zoo di vetro
  - 1992 – Candidatura per il miglior attore in una serie drammatica per Io volerò via
  - 1993 – Candidatura per il miglior attore in una serie drammatica per Io volerò via
  - 1994 – Candidatura per il miglior attore in un film o miniserie drammatica per I'll Fly Away: Then and Now
  - 1996 – Miglior serie informativa per Lost Civilizations[1]
  - 1997 – Candidatura per il miglior attore in una serie drammatica per Law & Order – I due volti della giustizia
  - 1999 – Candidatura per il miglior attore in una serie drammatica per Law & Order – I due volti della giustizia
  - 2000 – Candidatura per il miglior attore in una serie drammatica per Law & Order – I due volti della giustizia

- Tony Award
  - 1994 – Candidatura per il miglior attore protagonista in un'opera teatrale per Abe Lincoln in Illinois

- Drama Desk Award
  - 1973 – Miglior attore per Molto rumore per nulla
  - 1994 – Candidatura per il miglior attore in un'opera teatrale per Abe Lincoln in Illinois

- Satellite Award
  - 1998 – Candidatura per il miglior attore in una serie drammatica per Law & Order – I due volti della giustizia
  - 2000 – Candidatura per il miglior attore in una serie drammatica per Law & Order – I due volti della giustizia

- Gemini Awards
  - 2002 – Miglior attore non protagonista in una miniserie drammatica per The Matthew Shepard Story

- American Television Awards
  - 1993 – Miglior attore in una serie drammatica per Io volerò via

- Screen Actors Guild Award
  - 1995 – Candidatura per il miglior cast in una serie drammatica per Law & Order – I due volti della giustizia[2]
  - 1996 – Candidatura per il miglior cast in una serie drammatica per Law & Order – I due volti della giustizia[3]
  - 1997 – Candidatura per il miglior cast in una serie drammatica per Law & Order – I due volti della giustizia[4]
  - 1998 – Candidatura per il miglior attore in una serie drammatica per Law & Order – I due volti della giustizia
  - 1998 – Candidatura per il miglior cast in una serie drammatica per Law & Order – I due volti della giustizia[5]
  - 1999 – Miglior attore in una serie drammatica per Law & Order – I due volti della giustizia
  - 1999 – Candidatura per il miglior cast in una serie drammatica per Law & Order – I due volti della giustizia[6]
  - 2000 – Candidatura per il miglior cast in una serie drammatica per Law & Order – I due volti della giustizia[7]
  - 2001 – Candidatura per il miglior cast in una serie drammatica per Law & Order – I due volti della giustizia[8]
  - 2002 – Candidatura per il miglior cast in una serie drammatica per Law & Order – I due volti della giustizia[9]
  - 2004 – Candidatura per il miglior cast in una serie drammatica per Law & Order – I due volti della giustizia[10]

- TV Guide Award
  - 2000 – Candidatura per il miglior attore in una serie drammatica per Law & Order – I due volti della giustizia
  - 2001 – Candidatura per l'attore dell'anno in una serie drammatica per Law & Order – I due volti della giustizia

- Viewers for Quality Television Awards
  - 1992 – Candidatura per il miglior attore in una serie drammatica di qualità per Io volerò via
  - 1993 – Candidatura per il miglior attore in una serie drammatica di qualità per Io volerò via
  - 1998 – Candidatura per il miglior attore in una serie drammatica di qualità per Law & Order – I due volti della giustizia
  - 1999 – Candidatura per il miglior attore in una serie drammatica di qualità per Law & Order – I due volti della giustizia
  - 2000 – Candidatura per il miglior attore in una serie drammatica di qualità per Law & Order – I due volti della giustizia

- Online Film & Television Association
  - 1999 – Candidatura per il miglior attore in una serie drammatica di qualità per Io volerò via
  - 2015 – Candidatura per il miglior attore non protagonista in una serie commedia per Grace and Frankie